# Auerodendron acunae
Auerodendron acunae là một loài thực vật có hoa trong họ Táo. Loài này được Borhidi & O.Muñiz mô tả khoa học đầu tiên năm 1978.